# Judite decapitando Holofernes

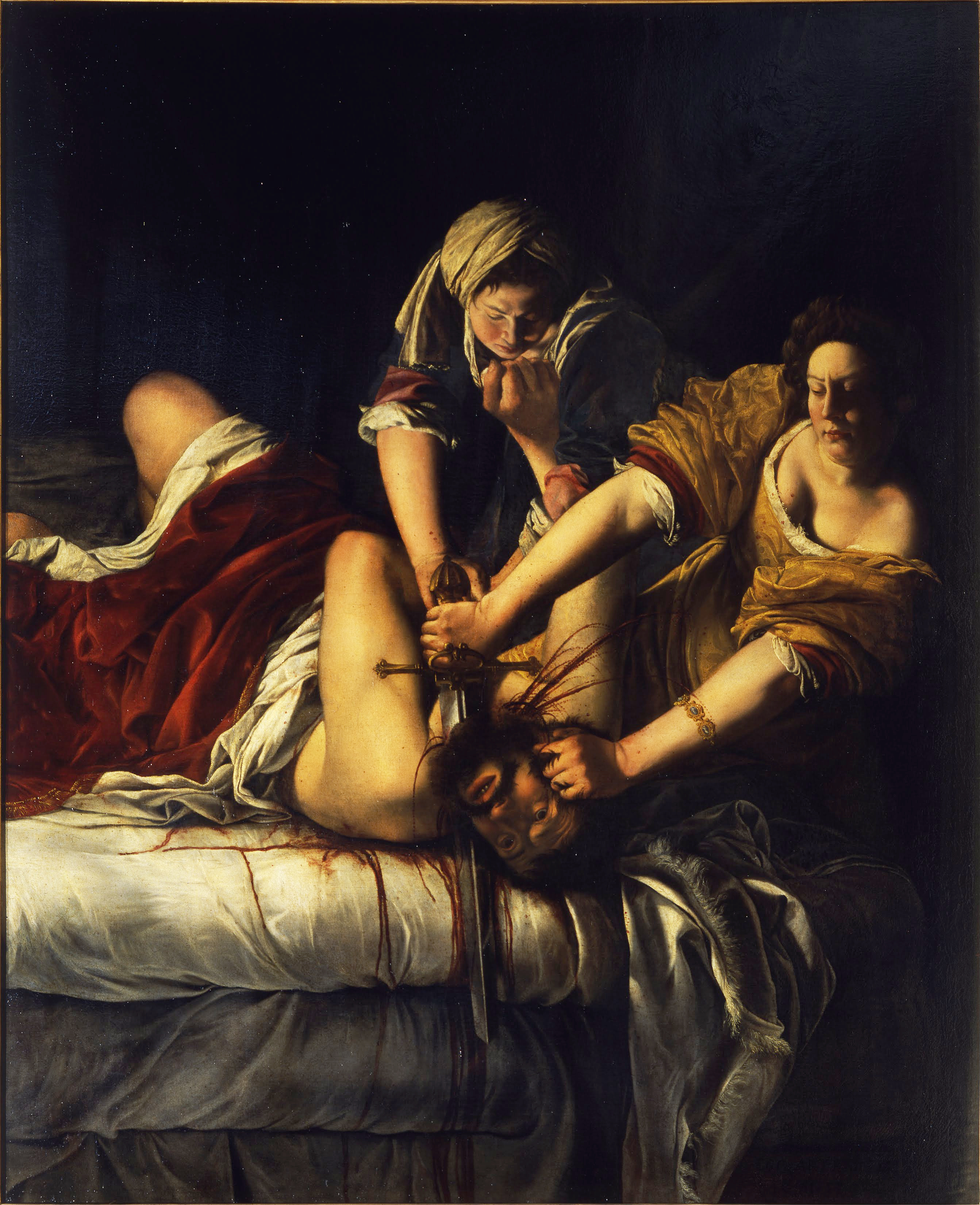
Segunda versão de Gentileschi (1620-1621), Galeria Uffizi, Florença

Judite decapitando Holofernes é uma pintura da artista barroca italiana Artemisia Gentileschi concluída entre 1614 e 1620. O trabalho mostra a cena de Judite degolando Holofernes, comum na arte desde o início do Renascimento. O tema remete ao Livro de Judite no Antigo Testamento, que narra o assassinato do general Holofernes por Judite. A pintura mostra o momento em que Judite, ajudada por sua serva, degola o general, depois de ele ter adormecido bêbado.
A pintura é implacavelmente física, com jorros de sangue. Apesar de a pintura retratar uma cena clássica da Bíblia, Gentileschi desenhou a si mesma como Judite e seu mentor, Agostino Tassi, que foi julgado por estuprá-la, como Holofernes. A biógrafa de Gentileschi, Mary Garrard, propôs uma leitura autobiográfica da pintura, afirmando que ele funciona como uma catarse de expressão da raiva reprimida da artista". Embora essa visão não seja totalmente aceita pelos estudiosos da arte.
Gentileschi pintou duas versões deste trabalho: a primeira está no Museo Nazionale di Capodimonte, em Nápoles, e a segunda está na Galeria Uffizi, em Florença.
De acordo com o Historiador e Astrofísico Mário Lívio, Galileu Galilei deu uma importante contribuição para a obra, pois a a trajetória dos jorros de sangue presentes no quadro seguem a trajetória parabólica dos projéteis descoberta por ele.